# Josep Navarro

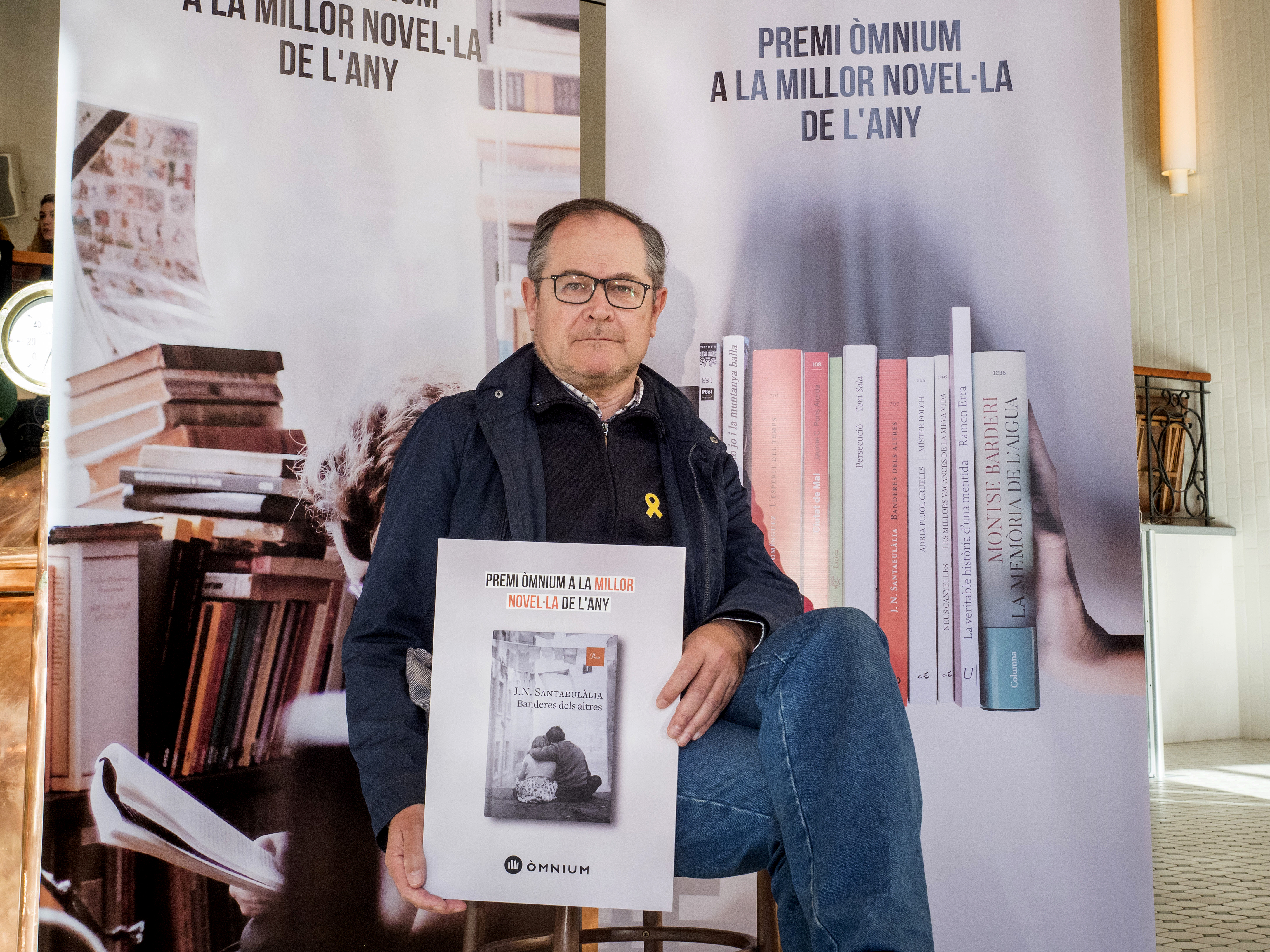
Navarro Santaeulàlia fotografiado como finalista al premio Omnium a la mejor novela del año en catalán (2019)

Josep Navarro Santaeulàlia (Bañolas, Gerona; 1955) es un escritor catalán.

## Biografía
J. N. Santaeulàlia escribe poesía, ensayos, novelas y además es traductor. Su primera publicación fue un libro de poesía, Memòria de la carn. Entre otros premios, el autor recibió los premios Premi Crítica Serra d'Or de Literatura i Assaig en 1991, el Premi de la Crítica Serra d'Or en 2000 y el Premi Columna en 2002.

## Libros
- Memòria de la carn, poesía, Columna, Barcelona 1987
- Questió de mots: del simbolisme a la poesia pura, ensayo, La Magrana, Barcelona 1989
- Objectes perduts, cuentos, La Magrana, Barcelona 1990
- La llum dins l'aigua, poesía, Columna, Barcelona 1996
- Una ombra a l'herba, poesía, Moll, Mallorca 1998
- Fusions, ensayo, La Magrana, Barcelona 1997
- Terra negra, novela, Proa, Barcelona 1996
- Bulbs, novela, La Magrana, Barcelona 1999
- L'absent, novela, La Magrana, Barcelona 1999
- Pagodes i gratacels, ensayo, Columna, Barcelona 2001
- Ulls d'aigua, novela, Columna, Barcelona 2002
- Punt mort, novela, Columna, Barcelona 2005
- Yume, novela, La Magrana, Barcelona 2007
- La sorra vermella", Proa, Barcelona, 2017

## Traducciones
- Marea baixa. Haikús de primavera i d'estiu (del japonés), La Magrana, Barcelona 1997